# De laatste knusse zaal
De laatste knusse zaal (In het Frans: La dernière des salles obscures) is een Frans-Belgische stripreeks die begonnen is in 1996 met Denis Lapière als schrijver en Paul Gillon als tekenaar. De albums verschenen in de collectie vrije vlucht van uitgeverij Dupuis.
Bij de vertaling zijn wat missers gemaakt, o.a is de titel van de reeks onjuist weergegeven. De titel bekent zoiets als ”laatste filmzaal”.

## Verhaal
In deze tweeluik staat het fictieve levensverhaal van de in 1892 geboren filmproducent Raoul Rosenstroch centraal. In zijn leven maakte hij de ontwikkeling mee van bewegende beelden als kermisattractie tot avondvullende speelfilm. Als hij plotseling komt te overlijden vindt zijn cameraman zijn dagboeken. Vanaf dat moment lopen heden en verleden door elkaar. Rosentroch blijkt een bewogen leven te hebben gehad.

## Albums
| Nummer | Titel                    | Verschenen | Uitgeverij        |
| ------ | ------------------------ | ---------- | ----------------- |
| 1      | De laatste knusse zaal 1 | 1996       | Uitgeverij Dupuis |
| 2      | De laatste knusse zaal 2 | 1998       | Uitgeverij Dupuis |